# Portami a ballare/Ho fatto l'eroe
Portami a ballare/Ho fatto l'eroe è il dodicesimo 45 giri di Luca Barbarossa.

## Descrizione
Dopo una pausa di tre anni, il cantautore riprende l'attività ritornando nuovamente a Sanremo nel 1992, con una canzone melodica interamente incentrata sul tema del rapporto tra madre e figlio adulto, e dedicata a sua madre Annamaria, che viene invitata nel testo a portare a ballare il figlio, "uno di quei balli antichi che nessuno sa fare più": la canzone si classifica al primo posto.
Poche settimane dopo il festival viene pubblicato il nuovo album di Barbarossa, Cuore d'acciaio, che contiene sia Portami a ballare, sia Ho fatto l'eroe, la canzone d'amore che si trova sul lato B di questo 45 giri.

## Classifiche

### Classifiche settimanali
| Classifica (1992) | Posizione massima |
| ----------------- | ----------------- |
| Italia            | 3                 |